# Mason Greenwood
Mason Will John Greenwood (født 1. oktober 2001) er en engelsk professionel fodboldspiller, som spiller for Ligue 1-klubben Olympique de Marseille.
Greenwood kom igennem ungdomsakademiet hos Manchester United, og var anset som et af de største angrebstalenter i verden. I januar 2022 blev han anholdt på grund af beskyldninger om voldtægt og vold mod en kvinde. Disse beskyldninger blev dog droppet i 2023, da kvinden ikke ønskede at gå videre med sagen.

## Klubkarriere

### Manchester United
Greenwood begyndte hos Manchester Uniteds ungdomsakademi da han var seks år gammel. Han fik sin førsteholdsdebut den 6. marts 2019 i en Champions League-kamp imod Paris Saint-Germain i en alder af 17 år og 156 dage. Fire dage senere fik han sin Premier League-debut.
Greenwood scorede sit første mål den 19. september 2019, hvor han blev Manchester United yngste målscorer i en europæisk turnering nogensinde.
Greenwood overtog den kendte nummer 11 trøje før 2020-21-sæsonen, efter at han oprindeligt havde spillet med nummer 26. Da han fyldte 20 år i oktober 2021 havde han scoret 32 mål for klubben, kun bag ved Norman Whiteside (39) og George Best (37).

#### Suspendering og beslutning om hans fremtid
I januar 2022 blev Greenwood suspenderet af Manchester United, efter han var blevet arresteret den samme dag. Han forblev suspenderet frem til at anklagerne blev droppet i august 2023. Her blev det annonceret af klubben, at de havde bestemt han ikke kunne fortsætte med at spille i klubben, og at ikke ville reintegreret på førsteholdet. Klubben sagde at de i stedet ville hjælpe ham med at finde en ny klub.

#### Leje til Getafe
I september 2023 skiftede Greenwood til La Liga-klubben Getafe på en lejeaftale. Han imponerede med klubben, og blev kåret som sæsonens spiller for 2023-24 sæsonen.

### Olympique de Marseille
Greenwood skiftede i juli 2024 til Olympique de Marseille på en permanent aftale.

## Landsholdskarriere

### Ungdomslandshold
Greenwood har repræsenteret England på flere ungdomsniveauer.

### Seniorlandshold
Greenwood debuterede for Englands landshold den 5. september 2020 i en kamp imod Island. Den 7. september blev Greenwood, sammen med holdkammerat Phil Foden, sendt hjem for at bryde landsholdets COVID-19-regler ved at invitere gæster ind på deres hotelværelse.

## Privat
Den 30. januar 2022 blev Greenwood suspenderet fra Manchester United og anholdt på grund af beskyldninger om voldtægt og vold mod en kvinde. Den 1. februar blev han ydermere anholdt på grund af mistanke om seksuelt overgreb og dødstrusler. I sommeren 2023 fik Geenwood lov til, at spille igen efter at alle anklager blev droppet mod ham.